# Saint-Brieuc

Saint-Brieuc (Bretonă: Sant-Brieg) este un oraș în nord-vestul Franței, prefectura departamentului Côtes-d'Armor în regiunea Bretania.
Populația orașului la recensământul din 1999 era de 46.087 locuitori.

## Persoane notabile
- Auguste Villiers de l'Isle-Adam (1838-1889), scriitor francez

## Orașe înfrățite
- Aberystwyth, Țara Galilor